# خط بياني لون–لون

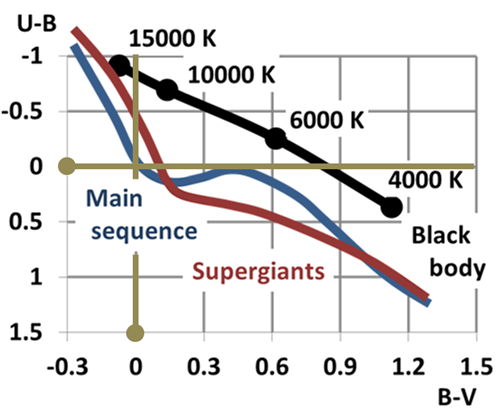
درجة الحرارة الفعالة لجسم أسود مقارنة مع مؤشر اللون B-V و U-B لنجوم النسق الأساسي والنجوم الهائلة في ما يسمى مخطط لون لون... النجوم تصدر أشعة فوق البنفسجية أقل من الجسم الأسود في نفس المؤشر B-V.

في علم الفلك، الخط البياني لون لون أو الرسم البياني لون اللون، (بالإنجليزية: Color–color diagram) هو وسيلة لمقارنة القدر الظاهري للنجوم في أطوال موجية مختلفة. إن عمليات الرصد التي يقوم بها علماء الفلك تتركز في نطاقات ضيقة حول أطوال موجية محددة، والأجسام المرصودة سيكون لها لمعان مختلف في كل نطاق.عندها يحول هذا الاختلاف في السطوع بين النطاقين إلى لون وفرق السطوع بين النطاقين يعرف بالون لون.
على الخط البياني لون لون، يرسم اللون الذي يحددة النطاقان الموجيان على المحور الأفقي، واللون الذي يحددة فروقات السطوع الأخرى على المحور العمودي.

## الإستخدامات
غالبا ما يستخدم الخط البياني اللون لون في علم فلك الأشعة تحت الحمراء لدراسة مناطق تشكل النجوم.
ويستخدم الخط البياني اللون لون أيضا لمعرفة درجة حرارة النجم إذا كان طيف النجم غير معروف فأن علماء الفلك يستخدمون طريقة الخط البياني اللون لون لتقدير حرارة النجم.

## أقرأ أيضا
- نجم قياسي